# NGC 1200
NGC 1200 (другие обозначения — MCG -2-8-43, PGC 11545) — галактика в созвездии Эридан.
Этот объект входит в число перечисленных в оригинальной редакции «Нового общего каталога».
В галактике вспыхнула сверхновая SN 2008R типа Ia, её пиковая видимая звездная величина составила 15,5.